# Diamonds for Breakfast
Diamonds for Breakfast – album francuskiej piosenkarki Amandy Lear, wydany w 1980 roku.

## Ogólne informacje
Nad produkcją Diamonds for Breakfast czuwał - tak jak w przypadku poprzednich nagrań Amandy - Anthony Monn. Płyta znacznie różniła się brzmieniowo od poprzednich. Tym razem połączono muzykę dyskotekową z elementami rocka.
Wydana w styczniu 1980 płyta odniosła niespodziewany sukces w krajach skandynawskich, choć odnotowano niewielkie zainteresowanie albumem w Niemczech, gdzie dotychczas płyty Amandy Lear sprzedawały się najlepiej. Pięć piosenek ukazało się na singlach, a największy sukces z nich osiągnęły "Fabulous (Lover, Love Me)" oraz "Diamonds". We włoskiej wersji utworu "Insomnia" zaśpiewał z Amandą Lear jej mąż.
Album został wydany tylko na winylu i kasecie magnetofonowej. Nie ukazał się jeszcze na krążku CD. Obecnym właścicielem nagrań jest firma Sony BMG Music Entertainment. Nie jest znana data wydania albumu na płycie kompaktowej przez tę wytwórnię.

## Lista utworów
| 1. | "Rockin' Rollin' (I Hear You Nagging)" | 3:05  |
|    |                                        |       |
| 2. | "I Need a Man"                         | 3:40  |
|    |                                        |       |
| 3. | "It's a Better Life"                   | 4:30  |
|    |                                        |       |
| 4. | "Oh Boy"                               | 4:30  |
|    |                                        |       |
| 5. | "Insomnia"                             | 3:15  |
|    |                                        |       |
|    |                                        | 19:00 |
|    |                                        |       |

| 1. | "Diamonds"                  | 4:55  |
|    |                             |       |
| 2. | "Japan"                     | 3:15  |
|    |                             |       |
| 3. | "Fabulous (Lover, Love Me)" | 5:25  |
|    |                             |       |
| 4. | "Ho fatto l'amore con me"   | 3:15  |
|    |                             |       |
| 5. | "When"                      | 3:25  |
|    |                             |       |
|    |                             | 20:15 |
|    |                             |       |

| 1. | "Rockin' Rollin' (I Hear You Nagging)" | 3:05  |
|    |                                        |       |
| 2. | "I Need a Man"                         | 3:40  |
|    |                                        |       |
| 3. | "It's a Better Life"                   | 4:30  |
|    |                                        |       |
| 4. | "Oh Boy"                               | 4:30  |
|    |                                        |       |
| 5. | "Insomnia"                             | 3:15  |
|    |                                        |       |
|    |                                        | 19:00 |
|    |                                        |       |

| 1. | "Ciao"                      | 3:25  |
|    |                             |       |
| 2. | "Ho fatto l'amore con me"   | 3:15  |
|    |                             |       |
| 3. | "Diamonds"                  | 4:55  |
|    |                             |       |
| 4. | "Japan"                     | 3:15  |
|    |                             |       |
| 5. | "Fabulous (Lover, Love Me)" | 5:25  |
|    |                             |       |
|    |                             | 20:15 |
|    |                             |       |

## Pozycje na listach
| Kraj     | Pozycja |
| -------- | ------- |
| Austria  | 11      |
| Niemcy   | 43      |
| Szwecja  | 4       |
| Norwegia | 10      |

## Single z płyty
- 1979: "Fabulous (Lover, Love Me)"
- 1980: "Diamonds"
- 1980: "Japan"
- 1980: "Ho fatto l'amore con me"
- 1980: "When"